# Vänbok
Vänbok är en publikation eller bok som ges ut i någons minne eller för att hedra någon vid exempelvis en födelsedag eller när någon går i pension.
Ofta innehåller en vänbok en samling med texter skrivna av olika personer i den hedrades närhet, exempelvis vänner, arbetskamrater och dylikt. Men en vänbok kan också ges ut av någon som inte har personlig kontakt men däremot hyser stor aktning för person som boken dediceras till.
Att ge ut vänböcker är främst en tradition inom universitetsvärlden och i litterära kretsar.
Vänbok kan även kallas festskrift.